# William Phipps
William Edward Phipps (Vincennes, Indiana, 1922. február 4. – Santa Monica, Kalifornia, 2018. június 1.) amerikai színész, producer.

## Filmjei
- Kereszttűz (Crossfire) (1947)
- The Arizona Ranger (1948)
- Akik éjszaka élnek (They Live by Night) (1948)
- Station West (1948)
- Train to Alcatraz (1948)
- Scene of the Crime (1949)
- Férfi az Eiffel tornyon (The Man on the Eiffel Tower) (1950)
- Key to the City (1950)
- Az útonállók (The Outriders) (1950)
- Hamupipőke (Cinderella) (1950, hang)
- Rider from Tucson (1950)
- A bátorság vörös szalagja (The Red Badge of Courage) (1951)
- Five (1951)
- No Questions Asked (1951)
- Rose of Cimarron (1952)
- Loan Shark (1952)
- Flat Top (1952)
- Hódítók a Marsról (Invaders from the Mars) (1953)
- Julius Caesar (1953)
- Northern Patrol (1953)
- Savage Frontier (1953)
- Fort Algiers (1953)
- Világok háborúja (The War of the Worlds) (1953)
- Cat-Women of the Moon (1953)
- The Twonky (1953)
- Riot in Cell Block 11 (1954)
- Vezetői lakosztály (Executive Suite) (1954)
- Francis Joins the WACS (1954)
- The Snow Creature (1954)
- Az erőszakos férfiak (The Violent Men) (1954)
- Az indián harcos (The Indian Fighter) (1955)
- A szürke öltönyös férfi (The Man in the Gray Flannel Suit) (1956)
- A nap szerelmese (Lust for Life) (1956)
- The Life and Legend of Wyatt Earp (1956–1961, tv-sorozat, 16 epizódban)
- The Brothers Rico (1957)
- The Walter Winchell File (1958, tv-sorozat, egy epizódban)
- Fekete arany (Black Gold) (1962)
- A bosszú angyala (Messenger of Death) (1988)
- Úton hazafelé – Egy hihetetlen utazás (Homeward Bound: The Incredible Journey) (1993)
- Rongy élet (Sordid Lives) (2000)